# Litvintroll
Litvintroll — фолк-метал гурт із Білорусі, утворений 2005 року в Мінську. Гурт існував до квітня 2015 року, на сьогодні колишні учасники заснували два нових колективи: Trollwald та Sakramant.

## Історія

### Перші кроки
Гурт Litvintroll був заснований в 2005 році вокалістом і дударем Андрієм Апановичем та ударником Сергієм Тапчевським, які тоді (як і зараз) є музикантами гурту «Стары Ольса». Як директор виступив Змітер Сосновський. Ідею грати середньовічну музику розділили ще один дудар та один перкусіоніст. В такому складі гурт проіснував рік, виступаючи на багатьох концертах та середньовічних фестивалях. Але поступово змінювався стиль, склад та ідеологія.
Перший склад Litvintroll
- Андрій Апанович — вокал, дуда, жалійка, цистра
- Сергій Тапчевський — ударні
- Олег Климченко — бас
- Василь Воробейчиков — дуда, жалійка, флейта
- Олександр Савенок — гітара
- Денис Вечерський — клавішні

Потім був рік роботи над піснями, концертами та пошуком однодумців. Внаслідок цього в гурті зібрались не тільки люди, не байдужі до рок-н-ролу, але які поважали традиції свого народу; 
які бажають переплести тягучий і потужний звук середньовічної дуди, який запалював серця наших предків вогнем безстрашності, з ревом електрогітар; які щиро вірять, що на нашій землі з незапам'ятних часів живуть тролі, котрі майстерно ховаються від людських очей, але не зводять з нас своїх.
Оригінальний текст (біл.)
жадаючыя пераплесці цягучы гук сярэднявечнай дуды, запальваўшай сэрцы нашых продкаў полымем бясстрашнасці, з ровам электрагітар; шчыра веруючым, что на нашай зямлі з спрадвечных часоў жывуць тролі, якія майстэрскі хаваюцца ад людскіх вачэй, але не зводзяць з нас сваіх.

### Rock'n'Troll
Гурт два роки працював над альбомом. До нього увійшли декілька вільних інтерпретацій білоруських народних пісень, ще більш вільні варіації на тему музики середньовічної Європи і сучасної Америки, пісні про нелегке життя бродячих музикантів, а також про різних тролів. 
Але головне, що хоче передати ансамбль своєю музикою — це атмосферу нестримних веселощів, які так люблять їхні натхненники. Тому що тролі, по суті, істоти не злі, просто трохи грубуваті та незграбні.
Оригінальний текст (біл.)
Але ж галоўнае, што хоча перадаць ансамбль сваёй музыкай - гэта атмасферу апантанай весялосці, якой так любяць прыдавацца іх натхняльнікі. Таму што тролі, па сутнасці, істоты ня злыя, проста крыху грубаватыя і нязграбныя.
Невдовзі після виходу альбому гурт зазнав втрат: служити в армію пішов ударник, а гітарист перебрався до України. Вакантне місце за барабанами зайняв Олексій Єфременко («Partyzone», «Volk», «Тарпач»), а новим гітаристом став Павло Аленчик («Lost Regrets», ex-«Ossuary»). В цьому складі Litvintroll дав декілька концертів у Білорусі, Україні, Польщі та Литві. Наприкінці 2009 року Олексія Єфременка за барабанами змінив Микола Шарангович, а Дениса Вечерського — клавішник Андрій Горчаков. Зараз гурт працює над новим матеріалом.
Склад Litvintroll часів Rock'n'Troll:
- Андрій Апанович — вокал, дуда, жалійка, цистра
- Василь Воробейчиков — дуда, жалійка, флейта
- Павло Аленчик — гітара
- Микола Шарангович — ударні
- Андрій Горчаков — клавишні

Колишні учасники гурту
- Олег Климченко — бас (2005—2012) †

Гурт узяв участь у 21 фестивалі Музики Молодої Білорусі «Басовище», який відбувся 16-17 липня 2010 в Польському Містечку, під Білостоком разом з такими гуртами як Ляпіс Трубецкой, Lipali, Троіца та інші.
2 вересня 2012 року на концерті в Гомелі загинув бас-гітарист гурту Олег Климченко.

### Czornaja Panna та прининення діяльності
15 квітня 2013 року вийшов другий альбом гурту, «Czornaja panna», який почали записувати ще навесні 2012 року. Заголовна композиція звертається до сумної історії Барбари Радзивілл — Чорної Панни Несвіжа.
Склад Litvintroll часів Czornaja Panna:
- Андрій Апанович — вокал, дуда, жалійка, цистра
- Василь Воробейчиков — дуда, жалійка, флейта
- Павло Аленчик — гітара
- Геннадій Парахневич — ударні
- Андрій Горчаков — клавишні
- Олексій Жабуронок — гітара

Гурт існував до квітня 2015 року, після чого колишні учасники Litvintroll утворили два нових гурти, які можна вважати його наступниками: Trollwald та Sakramant.
Склад Sakramant
- Василь Воробейчиков (ex-Litvintroll) — дуда, жалійка, флейта
- Аляксандр Стаціўка — бас
- Анатоль Сарокін — вокал
- Деніс Марчанка — гітара
- Микола Шарангович (ex-Litvintroll) — ударні

Склад Trollwald
- Андрій Апанович (ex-Litvintroll) — вокал, дуда, жалійка, цистра
- Андрій Горчаков (ex-Litvintroll) — клавишні
- Геннадій Парахневич (ex-Litvintroll) — ударні
- Олексій Жабуронок (ex-Litvintroll) — гітара
- Олексій Панкратович — бас
- Павло Аленчик — гітара

## Дискографія
- 2008 — Демо
- 2009 — «Лысы верабей» (Сингл)
- 2009 — «Rock'n'Troll»
- 2013 — «Czornaja Panna»

Sakramant
- 2015 — «Rusalka» (сингл)
- 2016 — «Čortaŭ Skarb» (EP)
- 2019 — «Zlydzień» (сингл)

Trollwald
- 2016 — «У гушчарах» (EP)

## Сайти
- Офіційний сайт гурту [Архівовано 5 червня 2010 у Wayback Machine.]
- Litvintroll на Last.FM [Архівовано 26 квітня 2010 у Wayback Machine.]
- Litvintroll на MySpace [Архівовано 26 вересня 2009 у Wayback Machine.]
- Гурт середньовічної музики «Стары Ольса» [Архівовано 18 лютого 2010 у Wayback Machine.]

| Валторна | Це незавершена стаття про музичний колектив. Ви можете допомогти проєкту, виправивши або дописавши її. |